# Asmate anastomosaria
Asmate anastomosaria là một loài bướm đêm trong họ Geometridae.